# Трокско войводство
Трокското войводство (на полски: Województwo trockie, на латински: Palatinatus Trocensis) е административно-териториална единица в състава на Великото литовско княжество и Жечпосполита. Административен център е град Троки.
Войводството е създадено през 1413 година чрез обединението на Троцкото и Гродненското княжества. Административно е разделено на четири повята – Троцки, Гродненски, Ковненски и Упитски. В Сейма на Жечпосполита е представено от двама сенатори (войводата и кастелана) и осем депутати.
В резултат на третата подялба на Жечпосполита (1795) територията на войводството е анексирана от Руската империя и Прусия.